# 볼프강 크롤
볼프강 크롤(독일어: Wolfgang Kroll, 중국어: 沃爾夫岡·克洛爾 워얼푸강 커뤄얼[*], 1906년 3월 21일 ~ 1992년 2월 28일)은 독일 북부 그라이프스발트에서 태어난 물리학자이다. 1930년 브로츠와프 대학교에서 물리학 학위를 받았으며, 학위 취득 후에는 라이프치히에서 베르너 하이젠베르크와 함께 연구를 진행하였다.
독일 내 나치당의 집권으로 인해 볼프강 크롤은 1937년 독일을 떠나 일본 홋카이도로 이주하였으며, 1941년에는 일본 통치 하의 대만으로 옮겨, 다이호쿠제국대학에서 예비 교육을 담당하였다. 제2차 세계 대전 종전 후에는 이화학연구소를 거쳐, 국립 타이완 대학 물리학과에서 부교수를 맡았고, 이후 교수로 승진하였다. 크롤은 종전 후 대만 최초로 이론물리학 학위를 보유한 전임 교수가 되었다. 교수 재임 기간에는 둥하이 대학 물리학과의 초청을 받기도 하였다.
크롤은 1976년 은퇴하여 명예 교수가 되었으며, 중국 문화 대학 등 다른 곳에서도 수업을 맡았다. 1970년대 말 대만의 급격한 경제 성장으로 물가가 올라, 크롤의 연금이 상대적으로 부족해져, 어려움을 겪기도 하였다. 크롤은 87세인 1992년 2월 28일, 폐기종으로 인해 국립 타이완 대학 병원에서 사망하였다.

## 생애

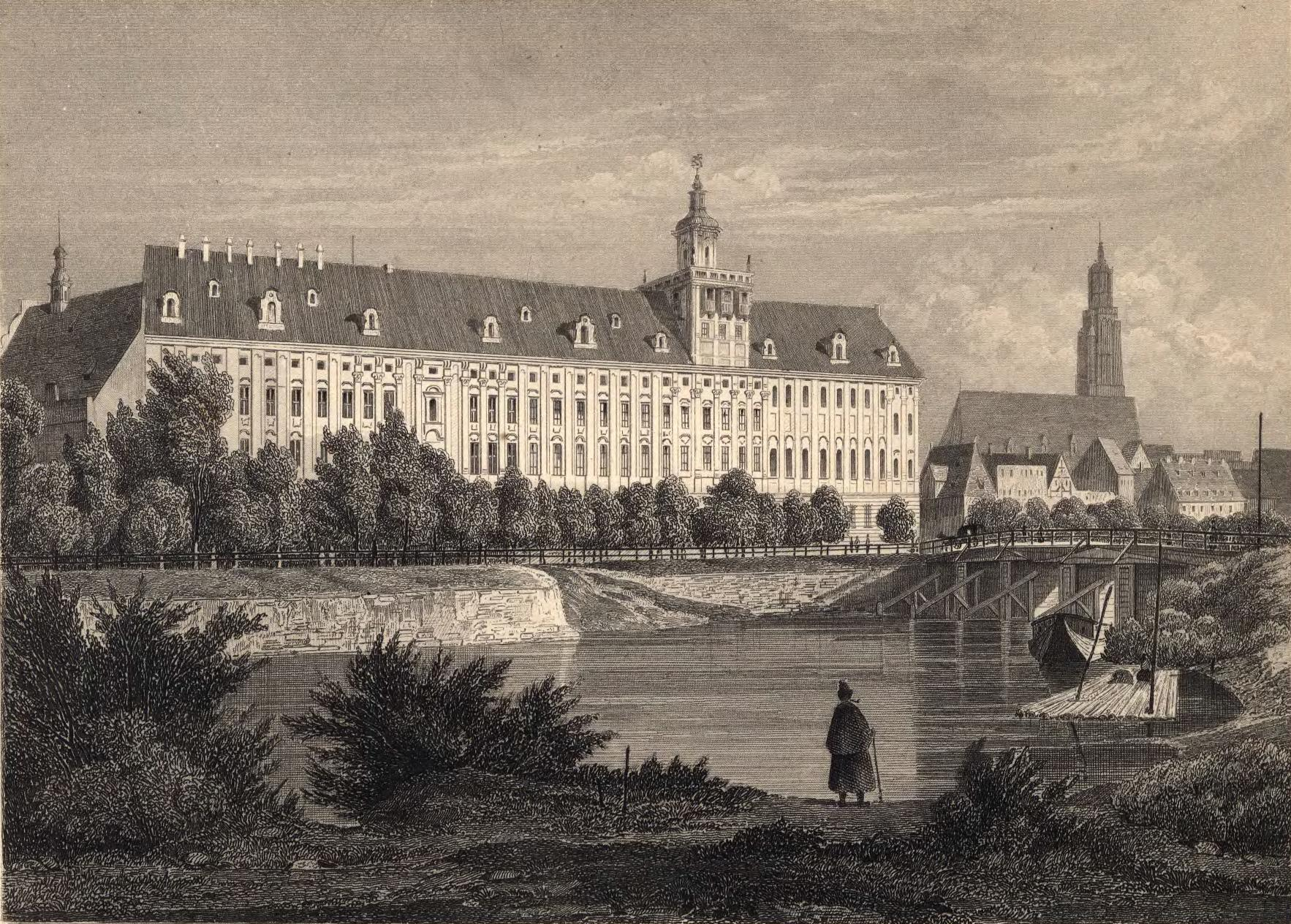
브로츠와프 대학교의 예전 모습.

### 초년기
볼프강 크롤은 독일 제국 시기인 1906년 3월 21일, 독일 북부 그라이프스발트에서 태어났다. 크롤이 아직 어릴 시절, 제1차 세계 대전으로 인해 보급품이 부족해지자, 동물원에 있던 코끼리를 죽여 식량으로 공급했으며, 크롤도 이 고기를 먹었다고 전해진다. 1920년대 말 크롤은 브레슬라우 대학교(현 브로츠와프 대학교)에 입학해 이론물리학을 공부했으며, 1930년에 디랙의 전자 이론에 대한 논문으로 박사 학위를 받았다. 또한, 같은 해 독일 과학 지원 기구의 지원을 받아, 라이프치히 대학교의 베르너 하이젠베르크 밑에서 7년 간 연구를 진행하였다. 크롤은 이 기간 수소폭탄의 아버지라고 불리는 에드워드 텔러와도 만났다. 1930년부터 1937년까지, 크롤은 양자역학, 자기화 스펙트럼, 열전 효과에 대한 논문 8편을 출판하였다. 크롤은 유대인은 아니었지만, 나치당이 집권한 후 자주 정권을 비판했기 때문에 집권당에게 눈총을 사게 되며, 이로 인해 1937년 홀로 일본으로 향하게 된다. 크롤은 자신이 일본을 고른 이유를 '멋진 동방'을 보고 싶었으며, 자신과 부친이 일본에 친구가 많았기 때문이었다고 밝혔다.
크롤이 독일을 어떻게 떠났는지에 대해서는 두 가지 설이 있는데, 하나는 일본의 도모나가 신이치로와 대화를 나눴다는 것이고, 다른 하나는 크롤의 부친이 도와줬다는 것이다. 크롤은 런던과 상하이를 거쳐 홋카이도에 도착하였다.

### 일본 체류

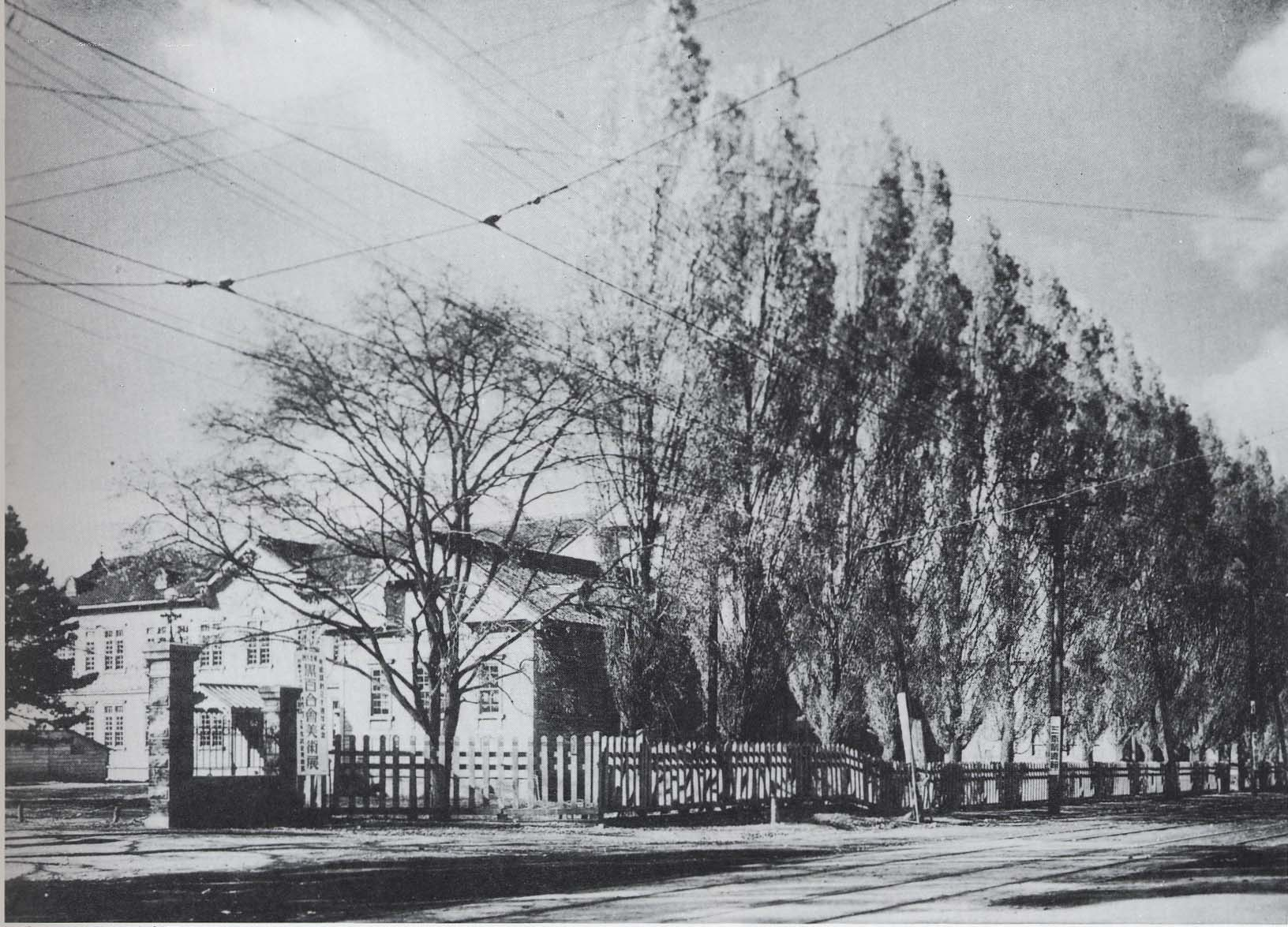
1934년 촬영한 홋카이도제국대학 정문.

크롤은 홋카이도 도착 직후 홋카이도 대학에서 1937년부터 5년 간 강의를 맡았으며, 당시 교토제국대학을 막 졸업한 도모나가 신이치로와 함께 논문 3편을 출판하였고, 양자론에 대한 강의를 개설하였으며, 니시나 요시오의 도움을 받아 열 전도 이론에 대한 논문도 출판하였다. 1941년에는 1가 금속 내 자유 전자의 행동과 비열의 관련성에 대한 논문을 냈다. 홋카이도 대학에서의 월급이 그리 많지 않았기 때문에, 크롤은 인근 상업학교에서 독일어 강사직을 얻었다. 제2차 세계 대전 발발 후 크롤은 홋카이도 대학을 떠나 도쿄의 이화학연구소에서 강의를 맡았으며, 1941년 말 다이호쿠제국대학에서 강의하기 위해 일본을 떠나 대만으로 향했다. 하지만 당시 다이호쿠제국대학의 강의 체계 상 크롤은 물리학을 강의할 수 없었으며, 전쟁이 끝날 때까지 타이베이의 고등학교에서 독일어를 가르쳤다. 1944년 크롤은 다이호쿠제국대학 과학 회보에 수리물리학에 대한 논문을 게제하였다. 1945년 4월 20일부터는 크롤을 포함해 모든 교사와 학생이 단수이제-신좡 기지 건설에 투입되었다.

### 전쟁 후

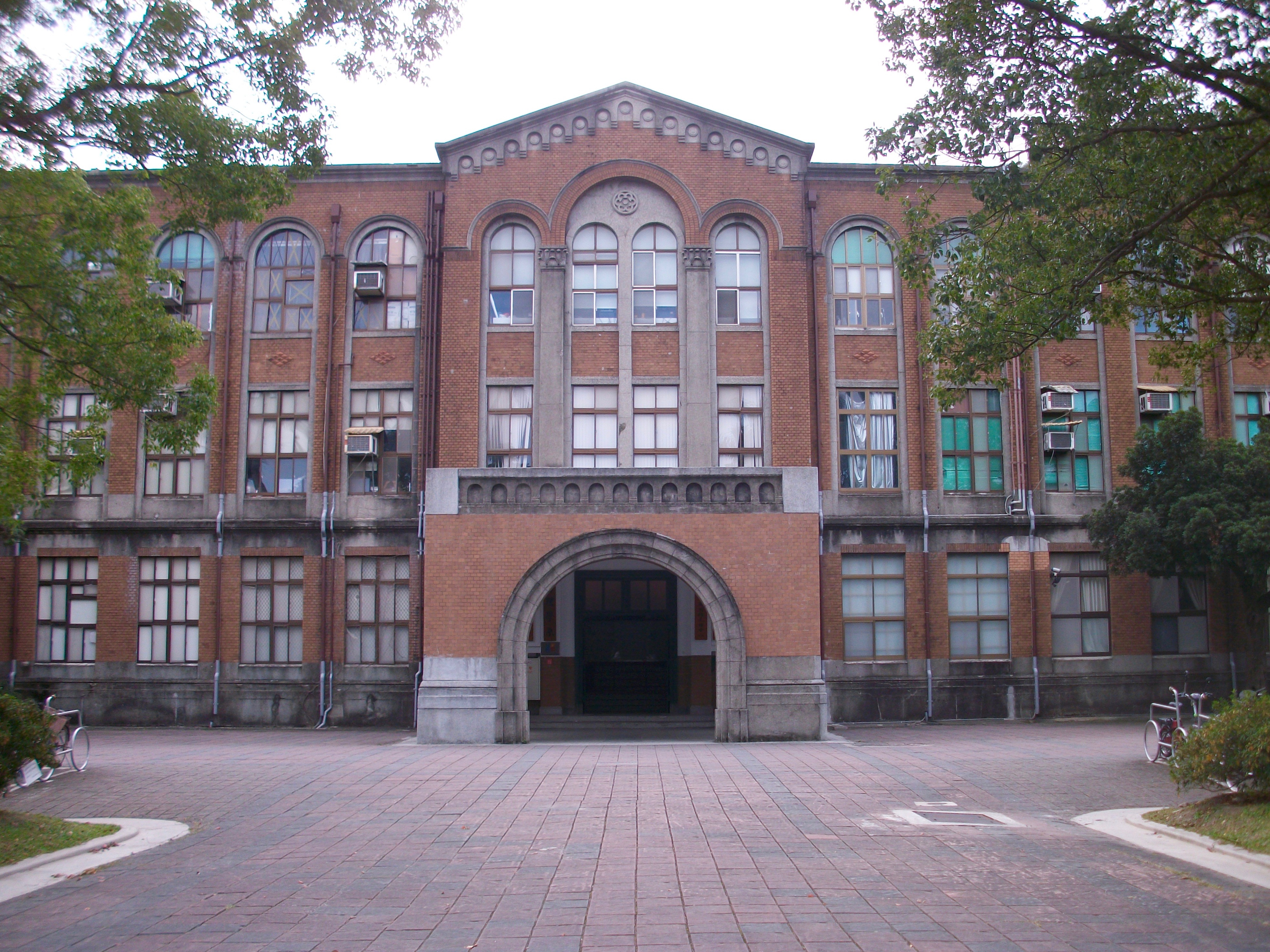
국립 타이완 대학 초기 물리학과 건물로 사용했던 제2호 건물.

제2차 세계 대전 이후 국민당이 대만 정권을 장악하자, 다이호쿠제국대학 담당이었던 뤄쭝뤄는 국립 타이완 대학을 설립하는 과정에서, 크롤을 부교수로 승진시키며 물리학과로 옮겨, 물리학과 독일어를 강의하게끔 했다. 뤄쭝뤄가 퇴직한 후 크롤이 패전국 출신이기 때문에 강등될 것이라는 소문이 돌았지만, 다음 총장인 푸쓰녠은 크롤의 월급을 올려주며 학교에 남아 달라고 요청하였다. 크롤은 1951년 5월 24일 열렸던 신입생 교육과정 논의에서 외국 출신으로는 유일하게 참석하였다.
1948년 크롤이 전자 반경에 대해 출판한 논문은 '일본 간호 기술학 회보'에 실리며, 국립 타이완 대학 소속 교수의 논문 중 처음으로 국제 학술지에 등재된 논문이 되었으며, 1950년에 고체의 비열에 대한 연구를 마무리해, 관련 논문을 1952년 일본 교토에서 출판된 '이론물리학의 발전'에 실었다. 이 기간 크롤은 비열과 주파수 스펙트럼 사이의 관계에 대한 조교수 황전린의 연구를 지도했는데, 황전린은 1955년 주파수 스펙트럼을 결정할 때 보간법을 사용해, 기존 방법이 가진 특이점 문제를 해결하였다. 황전린은 대만인 최초로 이 논문을 피지컬 리뷰에 등재하였다.
국립 타이완 대학의 거의 모든 이론물리학 강의는 크롤이 담당하였으며, 이 외에도 양자역학, 상대론, 통계역학, 수리물리학, 전자기학 등 관련된 분야의 강의도 맡았다.

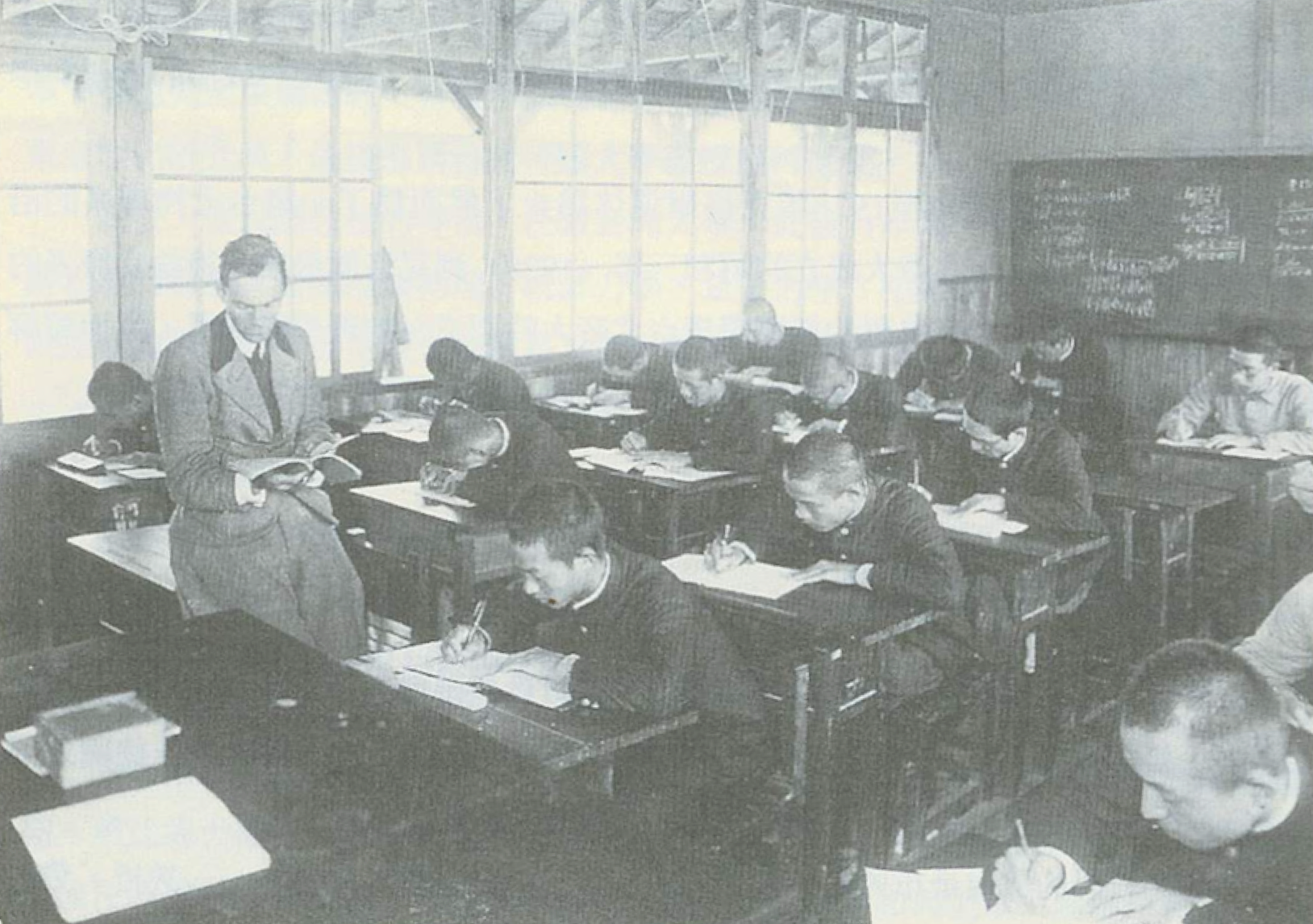
크롤의 수업 모습.

크롤의 이론물리학 강의의 교재는 독일 물리학자 아르놀트 조머펠트가 쓴 메모를 모아 교과서로 정리한 것이었는데, 크롤은 이 책의 공식 부분을 빈칸으로 둔 유인물을 만들어 학생들에게 나눠주어, 수업 중에 채워 적으라고 하였다.
1970년대 이전에는 대만 전체에서 물리학 박사 학위를 가진 교수가 크롤밖에 없었으나, 당시 국립 타이완 대학 물리학과에서는 실험물리학을 중시하였기 때문에, 크롤은 실험실이나 개인 책상조차 가지지 못했다. 크롤은 대만어나 중화민국 국어를 몰랐기 때문에, 독일 억양이 섞인 영어로 강의하였으나, 학생과 대화할 때는 영어보다 일본어를 선호하였다. 크롤은 수업 전 학생들에게 일어나서 경례한 후 앉으라고 하였으며, 수업 중 웃거나 자신의 연구를 언급하지 않고, 유럽식 연미복이나 엽장(수렵복)을 입고 수업하는 것을 좋아했으며, 칠판 가득 공식을 써 학생들이 필사적으로 베껴 적어야 했다고 전해진다.
초기에 물리학을 배운 학생들은 일본어를 배웠었기 때문에 크롤과의 교류가 많았지만, 나중으로 갈수록 일본어를 몰라 교류가 줄어들었다. 전후 초기에는 국민정부에서 온 교수 다수가 수업에 상하이어나 저장 방언을 사용하여, 대만 학생들이 이해하지 못해 크롤에게 일본어로 조언을 구하기도 했다. 간혹 크롤과 학생들이 함께 술을 마시기도 했으며, 수업 중 학생이 창문 바깥을 내다보자, 크롤이 학생에게 분필을 던지며 "칠판이 창 바깥에 있지?"라고 말했다는 이야기도 전해진다. 크롤은 학생이 수업 중 졸거나, 지각하거나, 조퇴하면, 분필을 던졌으며, 수업 중 잡담이 들리면 자기 얼굴을 책상에 박으며 질책했다. 크롤은 학생의 성적을 무조건 10의 배수(60, 80 등)로만 매겼는데, 이는 약간의 점수 차는 의미가 없으므로 너무 자세하게 나누면 안 된다고 생각했기 때문이었다.
1957년 크롤은 둥하이 대학 물리학과에서 시간제 강의 제의를 받아, 그 후부터 일주일에 3일은 국립 타이완 대학에서, 3일은 둥하이 대학에서 수업하며, 대만 북부와 중부를 왕복하였다. 크롤은 둥하이 대학에서 광학과 이론물리학을 강의하였다. 1960년에는 중화민국 국가 이학급 기술 위원회의 지원을 받아, 1952년 출판한 논문을 바탕으로, 고체의 비열에 대한 논문 2편을 출판했다. 이듬해 크롤은 국가 기술 위원회 물리 연구소 유일의 '국립 연구 강좌 교수'가 되어, 자기 저항 비열과 수리물리학 연구를 계속했다. 이 시기 크롤은 금속 내 자유 전자와 비열 사이의 관계를 구하기 위해 양자론을 이용했으며, 금속의 자기 투과율을 구하기 위해 유효 질량 대신 속박전자의 분포 함수를 이용하는 방법을 개발하였다.
1963년 크롤은 자신의 연구생들과 함께 더 하스-판 알펀 효과에 대한 연구를 진행해, 푸리에 급수의 형태로 격자의 위치에너지를 전개해 자기 투자율을 표현하였다. 또한 1963년부터 1967년까지는 도파관 내에서 전자기 방정식의 해를 찾아 도파관 계수를 찾는 연구를 진행했다. 1967년부터는 특정 적분 공식을 만족하는 유함수에 대해서도 연구했다. 크롤의 학생들은 크롤이 전자기 미분 방정식의 경계값 문제에 대해서 관심이 많았으며, 베셀 함수를 '옛 친구 보듯 했다'고 말했다.. 1972년부터 크롬은 선형탄성과 관련된 문제를 연구했는데, 수학적인 연구 성격이 강했다.

### 후년기

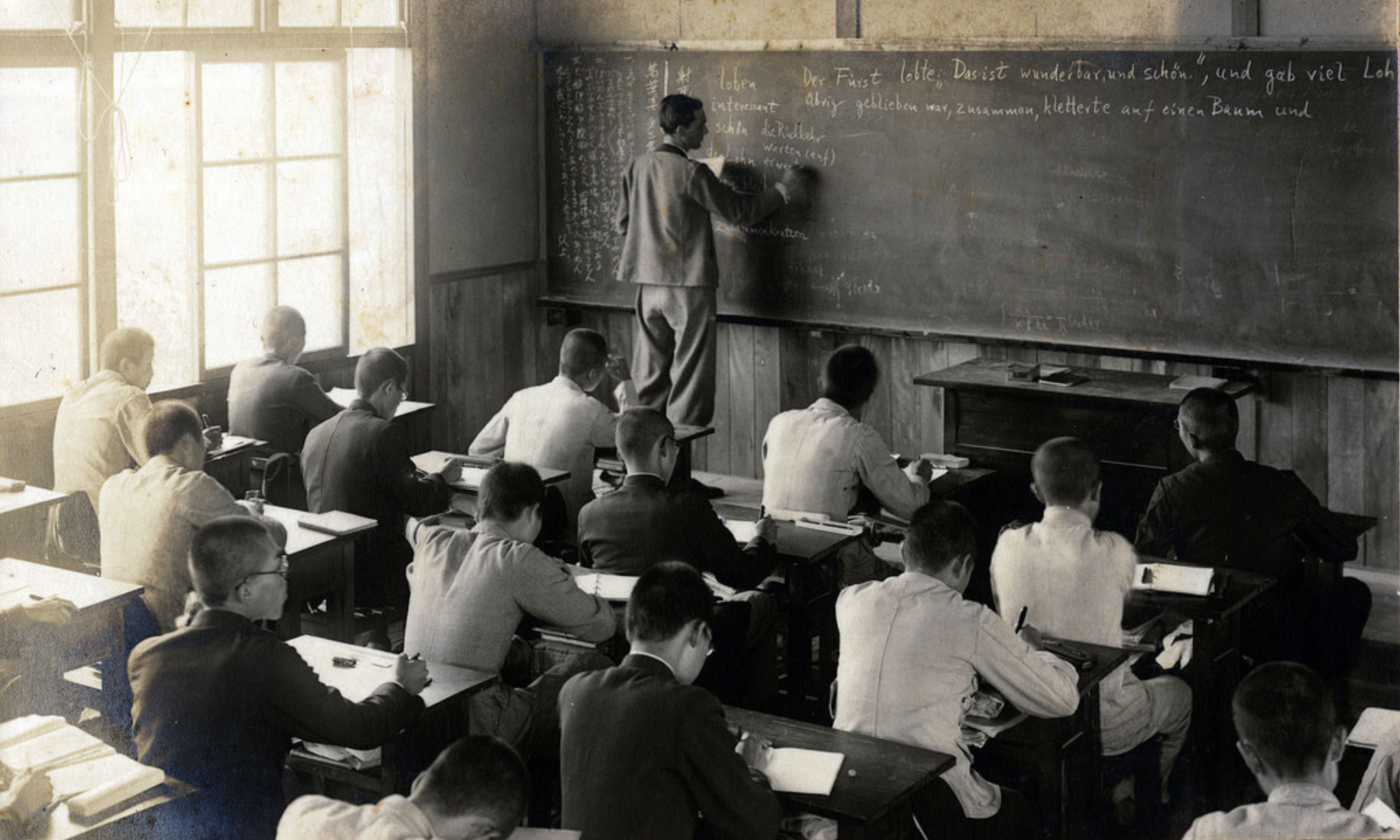
다이호쿠제국대학 예비 교육 과정에서 독일어를 가르치는 크롤의 모습.

1976년 8월 크롤은 국립 타이완 대학에서 퇴직하였으나, 대학 기숙사에 계속 거주하였다. 당시 크롤은 자신은 퇴직하고 싶지 않았지만, 대학의 은퇴 나이에 도달해 캠퍼스를 떠날 수밖에 없었다고 밝혔으며, 자신이 30년 간 가르친 학생 수가 약 2,000 ~ 3,000명 가량일 것이라고 추측했다. 1988년, 당시 물리학과 학과장을 포함해 크롤에게 물리학을 배웠던 학생 일부는 크롤에게 명예 교수직을 부여할 것을 제안하였고, 이듬해 명예 교수직을 수여받았다. 크롤은 퇴직 후에도 중국 문화 대학과 타이베이 의학대학에서 강의를 진행했으며, 1980년 12월 6일 창설된 대만 외부 출신의 모임인 '구대만 클럽'에 참가해, 이듬해 3월에 '제일 오래된 대만인'으로 선정되었다.
1970년 말 대만의 급속한 경제 성장으로 인해 물가가 상승하여, 크롤의 연금이 상대적으로 빈약해졌으며, 이로 인해 병원을 찾기 힘들어졌다. 1991년 국립 타이완 대학 물리학과 학과장 양신난의 주도로, 크롤에게 독일어를 배운 학생들이 모여 '크롤 교수 모금'을 만들어, 100만 신 대만 달러를 모으기도 하였다. 크롤을 진료한 의사는 크롤에 검진을 받으라고 자주 연락했으나, 크롤은 짜증내며 일본어로 "안 죽어!"라고 대답했다고 전해진다.
1991년 1월, 크롤은 천식과 부종으로 인해 국립 타이완 대학 병원에 입원한 후 회복하였으나, 다음 해인 1992년 2월, 폐기종이 재발했으며, 2월 28일 오전 11시 87세를 일기로 사망하였다. 장례식은 대만기독장로교회의 뤄룽광 목사가 진행하였다. 장례 위원회는 국립 타이완 대학교 물리학과 교수진과 크롤에게 수업을 배웠던 학생들이 모여, 장례식을 위해 일본에서 대만으로 급히 온 크롤의 아들을 도왔다. 모인 '크롤 교수 모금'은 국립 타이완 대학 물리학과에서 매년 '크롤 기념 강연'을 개최하는 데 사용하고 있다..

## 영향
대만에서 크롤은 '독일에서 대만으로 물리의 불을 가져온 프로메테우스'라고 불렸으며, 대만 출신 물리학자 대다수는 크롤의 학생이었다. 대만인 최초로 NASA의 탁월한 과학적 성취 훈장(Exceptional Scientific Achievement Medal)을 받고, 최초로 퀘이사에 이름을 붙인 추훙이는 크롤이 '제일 존경하는 교수 중 하나'라며, 자신이 크롤에게서 양자역학, 통계역학, 이론물리학을 배우지 않았다면, 연구에 그렇게 빨리 뛰어들 수 없을 것이라고 말했다. 1996년 국립 타이완 대학과 매사추세츠 대학교 다트머스는 함께 크롤 기념 심포지엄을 개최하였으며, 심포지엄 종류 후에는 논문집을 출판하였다.
크롤은 대만 거주 기간 동안 오래된 일본식 기숙사에서 거주하였는데, 대학에서는 기숙사를 바꿀 것을 권했지만, 크롤이 짐을 옮기고 싶지 않아 하였고, 거기에 30년 이상 생활한 기숙사를 떠나는 것을 꺼렸다. 일본식 기숙사 다수가 재건축되던 시기에도 크롤이 살던 150평 기숙사는 그대로 남았다. 크롤 사망 후 기숙사는 국립 타이완 대학이 반환받았으며, 이후 서양식 음식점으로 바뀌었다.

### 개인사
크롤의 부친은 브로츠와프 대학교에서 문학을 가르치던 교수였으며, 독일 정부 내 고위 공직자 집안이었던 것으로 알려져 있다. 크롤의 형과 동생은 의사였다. 크롤은 결혼하지 않았지만, 아들과, 집안일을 도와주는 중년 여성이 있었다. 대만에서는 연인이 있었는데, 이 애인은 크롤의 장례식에서 관에 마지막 꽃을 올렸다.

## 같이 보기
- 베르너 하이젠베르크